# 16494 Ока
16494 Ока (16494 Oka) — астероїд головного поясу, відкритий 22 вересня 1990 року.
Тіссеранів параметр щодо Юпітера — 3,210.
Названо на честь річки Ока.